# IC 4931
IC 4931 ist eine elliptische Galaxie vom Hubble-Typ E im Sternbild Schütze auf der Ekliptik. Sie ist schätzungsweise 269 Millionen Lichtjahre von der Milchstraße entfernt und hat einen Durchmesser von etwa 190.000 Lichtjahren.
Das Objekt wurde am 6. Juli 1897 vom US-amerikanischen Astronomen Lewis Swift entdeckt.